# Riquna Williams
Riquna Williams est une joueuse américaine de basket-ball, née le 28 mai 1990 à Pahokee (Floride), c'est la première joueuse à marquer plus de 50 points en WNBA.

## Biographie
Après le lycée de Pahokee, elle se révèle chez les Hurricanes de Miami pendant son année sophomore où elle a un score de 19,6 points de moyenne, ce qui lui vaut d’être nommée dans la seconde équipe type de l'ACC, puis dans le top cinq les deux saisons suivantes. Elle joue à Miami avec Shenise Johnson, également draftée en 2012.
Arrière de petite taille, sa rapidité et son agressivité en défense lui permettent de faire oublier ses lacunes au poste de meneuse. 

### WNBA
Elle est choisie en 17e position de la draft WNBA 2012 par le Shock de Tulsa. Elle fait sa place au Shock, où elle marque notamment 27 points pour battre les Sparks de Los Angeles en juin 2012. 
Lors de sa seconde saison, elle devient la première joueuse de WNBA à inscrire plus de 50 points avec 51 points (17 sur 28 aux tirs, dont 8 sur 14 à trois points et 9 sur 9 aux lancers-francs) le 8 septembre 2013 dans une rencontre sans prolongation dominée par le Shock contre les Silver Stars, les deux équipes étant cependant alors éliminées de la course aux play-offs, surpassant le record détenu conjointement par Diana Taurasi contre les Comets 10 août 2006 et Lauren Jackson face aux Mystics 24 juillet 2007 avec 47 points après prolongation,. Ce record est battu en juillet 2018 par l’australienne Liz Cambage avec 53 points (17 tirs sur 22, dont 4 sur 5 à trois points, 15 sur 16 aux lancers francs).
Sa saison 2014 se conclut prématurément car elle doit être opérée du genou début août.
Le 1er mars 2016, elle est échangée par les Wings de Dallas avec le 6e choix de la draft 2016 contre Erin Phillips, le 5e choix de la draft 2016 et un choix du premier tour de la draft 2017 des Sparks de Los Angeles. La manager générale des Sparks Penny Toler déclare « Riquna est une arrière expérimentée qui va renforcer nos lignes arrières avec sa présence défensive tout en ajoutant sa forte capacité à marquer. Elle aura la capacité d'avoir un impact immédiat. » Mais elle se blesse au tendon d'Achille avant le début de la saison lors d'un match à Abu Dhabi. Elle retrouve les parquets pour la saison WNBA 2017.

### Étranger
Pour ses débuts en Europe, elle rejoint début octobre 2012 le club slovaque de Košice, mais s'étant mal adaptée au mode de vie local, elle quitte le club mi-novembre au profit de Natasha Lacy. En Euroligue, elle inscrit en moyenne 14,5 points en deux rencontres. 
En janvier 2013, elle remplace Tiffany Hayes à Hapoël Rishon LeZion. Pour la saison suivante, elle rejoint le promu italien de Virtus Eirene Raguse.

## Distinctions personnelles
- WNBA All-Rookie Team 2012 [17]
- Meilleure sixième femme de la saison WNBA 2013[18]